# Дания на зимних Паралимпийских играх 2018
Дания на зимних Паралимпийских играх 2018 года в Пхёнчхане была представлена одним спортсменом (Даниэль Вагнер) в соревнованиях по сноуборду.

## Состав и результаты

### Сноуборд
| Соревнование   | Спортстмен     | Квалификация | Квалификация | Квалификация | 1/8 финала | 1/8 финала | Четвертьфинал | Четвертьфинал | Полуфинал            | Полуфинал            | Финал                | Итоговое место |
| Соревнование   | Спортстмен     | 1 попытка    | 2 попытка    | Место        | Заезд      | Место      | Заезд         | Место         | Заезд                | Место                | Финал                | Итоговое место |
| -------------- | -------------- | ------------ | ------------ | ------------ | ---------- | ---------- | ------------- | ------------- | -------------------- | -------------------- | -------------------- | -------------- |
| Сноуборд-кросс | Даниэль Вагнер | 1:11.76      | отменена     | 19           | 2          | 1          | 1             | 2             | Завершил выступление | Завершил выступление | Завершил выступление | 8              |

| Соревнование | Спортсмен      | 1 попытка | 2 попытка | 3 попытка | Место |
| ------------ | -------------- | --------- | --------- | --------- | ----- |
| Слалом       | Даниэль Вагнер | 1:07.24   | 1:12.11   | 1:08.32   | 9     |